# 10449 Такума
10449 Такума (10449 Takuma) — астероїд головного поясу, відкритий 16 жовтня 1936 року.
Тіссеранів параметр щодо Юпітера — 3,145.
Названо на честь Такуми (яп. たくま(詫間) такума).